# Schefflera volkensii
Schefflera volkensii är en araliaväxtart som först beskrevs av Hermann August Theodor Harms, och fick sitt nu gällande namn av Hermann August Theodor Harms. Schefflera volkensii ingår i släktet Schefflera och familjen araliaväxter. Inga underarter finns listade.